# Улица Венгерских Коммунаров
У́лица Венге́рских Коммуна́ров (прежнее название: 2-я Ключевска́я) — улица в жилом районе «ВИЗ» Верх-Исетского административного района Екатеринбурга.

## Расположение и благоустройство
Улица Венгерских Коммунаров проходит с восток на запад между улицами Ключевской и Татищева. Улица начинается от улицы Пирогова и заканчивается у улицы Танкистов. Пересекается с улицами Мельникова, Плотников, Рабочих, Торфорезов и Лоцмановых. Слева к улице примыкает улица Лагоды. Между улицами Токарей и Викулова Венгерских Коммунаров застроена кварталами многоэтажных жилых домов. Нумерация домов улицы идёт от улицы Пирогова.
Протяжённость улицы Венгерских Коммунаров вместе с застроенными участками составляет около 2,5 километра. Ширина проезжей части — в среднем около 6 м (по одной полосе в каждую сторону движения). Светофоров и нерегулируемых пешеходных переходов на протяжении улицы не имеется.

## История
Улица появилась не ранее 1788 года (точное время формирования неизвестно). До революции 1917 года улица носила название 2-я Ключевская. Всего Ключевских улиц было девять, все они заканчивались у торфяного болота, близ которого, возможно, находились ключи, используемые местными жителями. В 1921 году улица получила своё современное название в честь коммунаров из Венгрии.
Современная застройка улицы — малоэтажная («частный сектор»), в начале улицы имеется многоэтажная застройка, но она приписана к соседним улицам. Согласно Генплану Екатеринбурга, частный сектор по улице подлежит сносу и постройке на его месте новых кварталов микрорайона «ВИЗ-Правобережный».

## Транспорт

### Наземный общественный транспорт
Движение общественного транспорта по улице не осуществляется. Ближайшие к улице остановки общественного транспорта — «Заводская», «Татищева», «Плотников», «Рабочих» и «Разъезд». Недалеко от пересечения с улицей Токарей находится остановка «Уралкабель».

### Ближайшие станции метро
Действующих станций метро поблизости нет. К 2018 году в 300 м к северо-западу от пересечения улицы Венгерских Коммунаров с улицей Мельникова планируется открыть станцию 2-й линии Екатеринбургского метрополитена  «Татищевскую», а приблизительно в 430 метрах к югу от пересечения с улицей Викулова — станцию  «Металлургическую».